# Prudent de Chasseloup-Laubat
Pour les articles homonymes, voir Chasseloup.

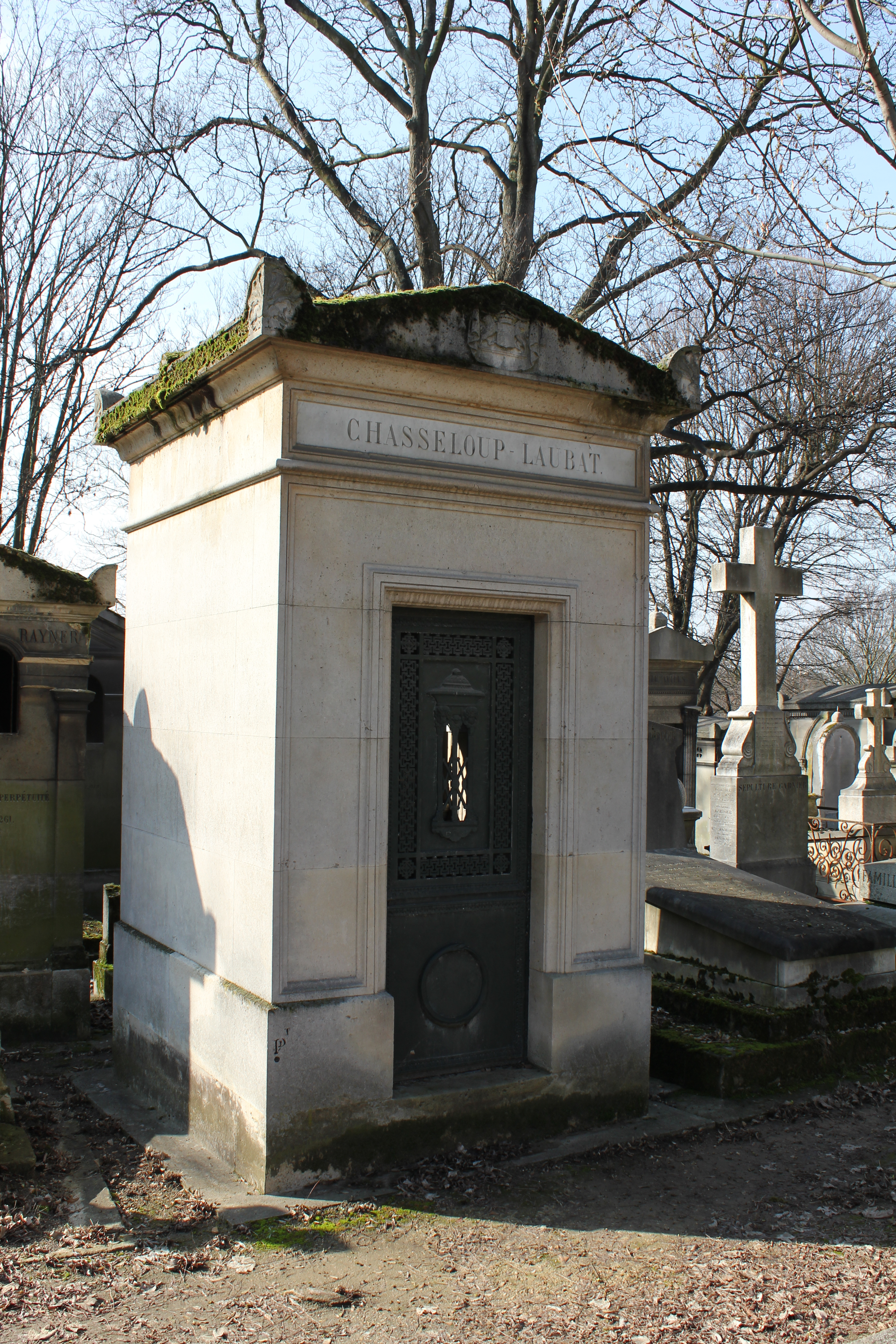
Chapelle de la famille Chasseloup-Laubat

Justin Prudent, 3e marquis de Chasseloup-Laubat (10 mars 1802 à Paris - 17 décembre 1863 à Paris) est un général de division et homme politique français du XIXe siècle.

## Biographie
Fils cadet de François Charles Louis de Chasseloup-Laubat, Prudent suivit la carrière des armes, où son père s'était distingué. Il intègre la première promotion de Saint-Cyr (1818-1820) qui est présentée à Louis XVIII le 8 août 1819.
Officier d'état-major, il participe à l'Expédition d'Espagne (1823). Nommé en 1830 lieutenant-colonel des Zouaves, il est en Afrique en 1843 avec le 19e léger, dont il est le colonel, et prend part à la prise de la smala d'Abd el-Kader (1843).
Marquis de Chasseloup-Laubat depuis le décès de son frère en 1847, il est toujours à la tête du 19e léger lors de la Révolution de 1848, il fut nommé général de brigade le 10 juillet 1848.
L'année d'après (13 mai 1849), il sollicita le suffrage des conservateurs de Seine-Inférieure, qui l'élurent, le 14e sur 16, représentant du peuple à l'Assemblée nationale législative de 1849. Il vota l'Expédition de Rome, les lois contre la presse, sur l'enseignement, etc., et compta parmi les plus zélés champions de la politique anti-républicaine de la majorité. Il fut même un des dix-sept membres chargés spécialement par le président de préparer la loi sur les modifications à apporter au suffrage universel (loi du 31 mai 1850).
Au lendemain du coup d'État du 2 décembre 1851, il fut appelé à faire partie de la commission exécutive, devint général de division le 10 août 1853 et grand officier de la Légion d'honneur le 7 août 1859.

### Vie familiale
Fils cadet de François Charles Louis de Chasseloup-Laubat et Anne-Julie Fresneau († 23 juin 1848 - Château de Senaud, Albon (Drôme), petite-fille de François Fresneau et héritière du château de la Gataudière), Prudent épouse le 3 mars 1850 Marie Augustine Antoinette Le Boucher des Fontaines († 27 août 1860 - Paris), veuve de son frère aîné, sans postérité.
Veuf à son tour, il se marie le 11 août 1863 (à Breendonk, Belgique), avec Gabrielle Marie Fernande Marceline de Buisseret de Blarenghien-Steebecque (25 avril 1836 - Bruxelles † 2 novembre 1890 - Le Bourg-d'Iré), sans postérité. 
À sa mort, son titre de marquis passa à son autre frère Prosper.

## Titres
- 3e marquis de Chasseloup-Laubat en 1847.

## Distinctions
- Grand officier de la Légion d'honneur le 7 août 1859.

## Fonctions
- Président du Comité d'État-major ;
- Député de la Seine-Inférieure à l'Assemblée nationale législative de 1849 ;
- Membre de la Commission exécutive ;
- Membre de la Commission mixte des Travaux publics.